# Поље јагода
Поље јагода је шести албум фолк-певачице Даре Бубамаре. Албум је издат 2003. године.